# サード・MC86X/トヨタ

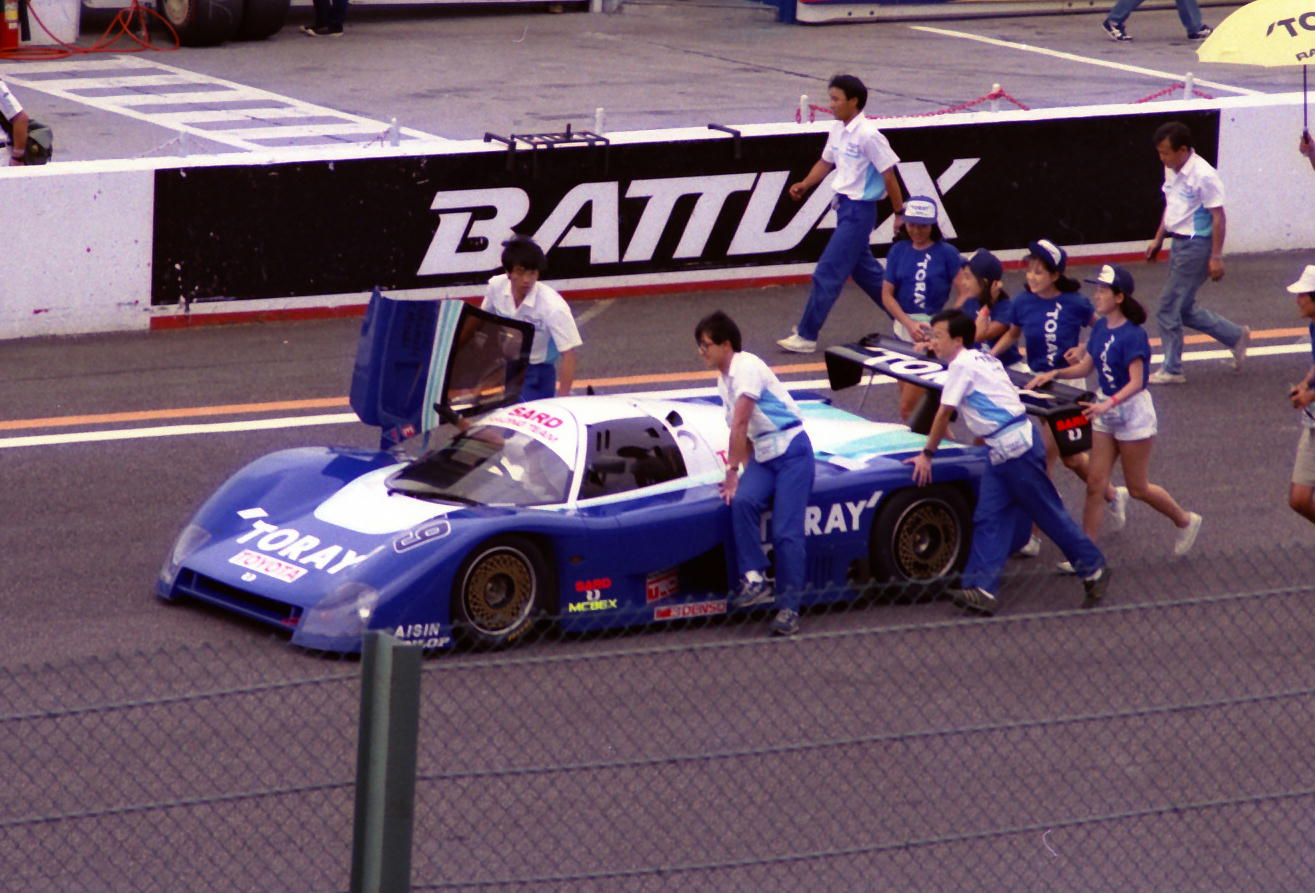
1986年8月24日、鈴鹿1000kmレースにてスターティンググリッドへ向かう東レ・サード・トヨタMC86X。

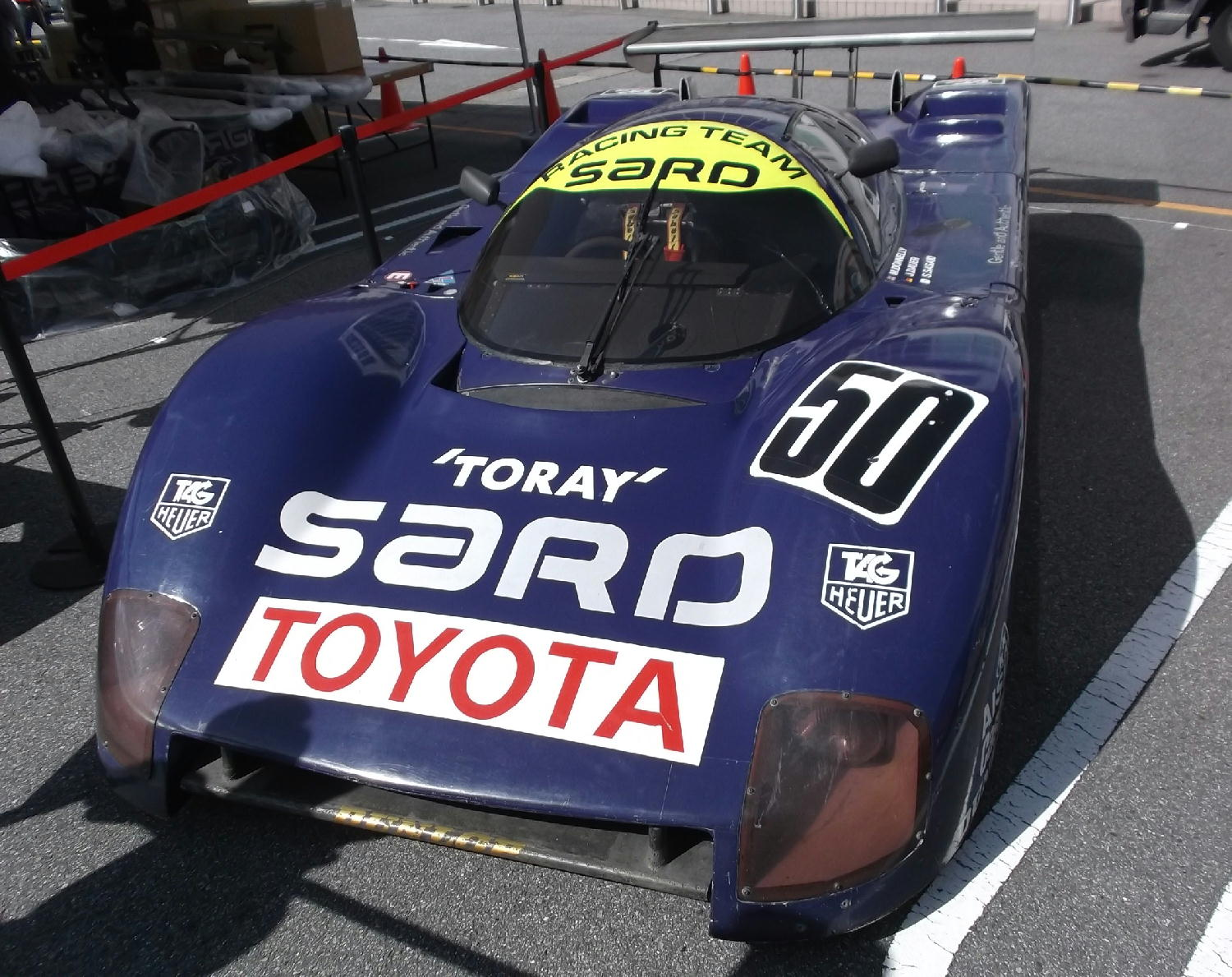
2015年10月17日、カーランドバーデン安城店にて開催されたサードガレージセールで展示されたサードMC88S。

サード・MC86X/トヨタは、1986年全日本耐久選手権（後のJSPC）参戦用にサードが開発したグループCカー。

## 概要
エンジンはトヨタ4T-G 2.1リッター 直列4気筒ターボを搭載。サードとしては、前身のシグマのMC75/トヨタ以来、11年ぶりのマシンである。設計は小野昌朗。
デビューレースは1986年富士500マイル。7位で完走している。翌1987年は、エンジンを4バルブの3S-Gに換え、MC87Sとして参戦するも最終戦富士500kmの7位が最高位。MC88Sとして参戦した1988年は富士500マイルの6位が最高位と結果を残すことができず、サードのオリジナルマシンの参戦はこの年限りとなった。
なお、MC86～88はすべて同じマシンで、サードのグループCカー1台のみの製作である。